# Hiremagalur *, Chikmagalur
Hiremagalur * là một làng thuộc tehsil Chikmagalur, huyện Chikmagalur, bang Karnataka, Ấn Độ.